# Fitri Karlina
Fitri Dian Puspita (n. 29 de mayo de 1987, Banyuwangi), conocida artíticamente como Fitri Karlina o Fitri Carlina, es una cantante dangdut indonesia
Es hermana menor de las cantantes Nini Carlina y Wiwi Carlina. Fitri Carlina inició su carrera musical en el 2012, interpretando su primer tema musical titulado "ABG Tua", para la versión de Betawi.

## Biografía
La más joven de cuatro hermanos, se ha familiarizado con la música desde su infancia. Ella y sus hermanos crecieron en el seno de una familia dedicadas a la educación y las artes. Su padre, Dres. H. Taserun Hadinata, formó parte de la Sección Cultural del Departamento de P & K, mientras que su madre, Hj. Sukesi Purwanti, se retiró de una Escuela Primaria Central en Banyuwangi. Fitri Carlina comenzó su carrera en el mundo de la música desde que estaba cursando la escuela primaria. Al principio, Fitri Carlina se presentaba para demostrar sus talento en eventos y celebraciones familiares. Más adelante Fitri Carlina se convierte en una cantante profesional en su primera etapa. Realizó pequeñas giras de conciertos por algunos pueblos rurales. Siguiendo los pasos de sus hermanas mayores, Nini Carlina y Wiwi Carlina. Ella logró lanzar su primer álbum debut en el 2001, titulado "Kompilasi New Joged Blambangan dan Padang Ujan".

## Discografía
- ABG Tua (miniálbum) (2012)
- Anti Galau (2014)